# Jim Rash
James "Jim" Rash (15 julho de 1971) é um ator, comediante, produtor e roteirista estadunidense. Ele é mais conhecido por interpretar o reitor Craig Pelton na série Community da NBC. Em 2012, ele recebeu uma indicação ao Globo de Ouro e ganhou um Oscar de Melhor Roteiro Adaptado para o filme Os Descendentes.